# Vendeuvre-du-Poitou
Vendeuvre-du-Poitou ist eine Ortschaft und eine ehemalige französische Gemeinde mit 3.272 Einwohnern (Stand: 1. Januar 2022) im Département Vienne in der Region Nouvelle-Aquitaine. Sie gehörte zum Arrondissement  Poitiers und seit 2015 zum Kanton Jaunay-Clan.
Mit Wirkung vom 1. Januar 2017 wurden die früheren Gemeinden Vendeuvre-du-Poitou, Charrais, Cheneché und Blaslay zur Commune nouvelle Saint Martin la Pallu zusammengeschlossen und haben dort den Status einer Commune déléguée. Der Verwaltungssitz befindet sich im Ort Vendeuvre-du-Poitou.

## Bevölkerungsentwicklung
| Jahr      | 1962  | 1968  | 1975  | 1982  | 1990  | 1999  | 2007  |
| Einwohner | 2.049 | 1.991 | 1.895 | 2.154 | 2.319 | 2.430 | 2.806 |

## Sehenswürdigkeiten
- Renaissance-Schloss Bonnivet (16. Jahrhundert, Monument historique, seit 2001)
- Kirche Sainte-Aventin (Monument historique, seit 1927)
- Wegkreuz Grand-Gue ‚Große Furt‘ (Monument historique, seit 1931)

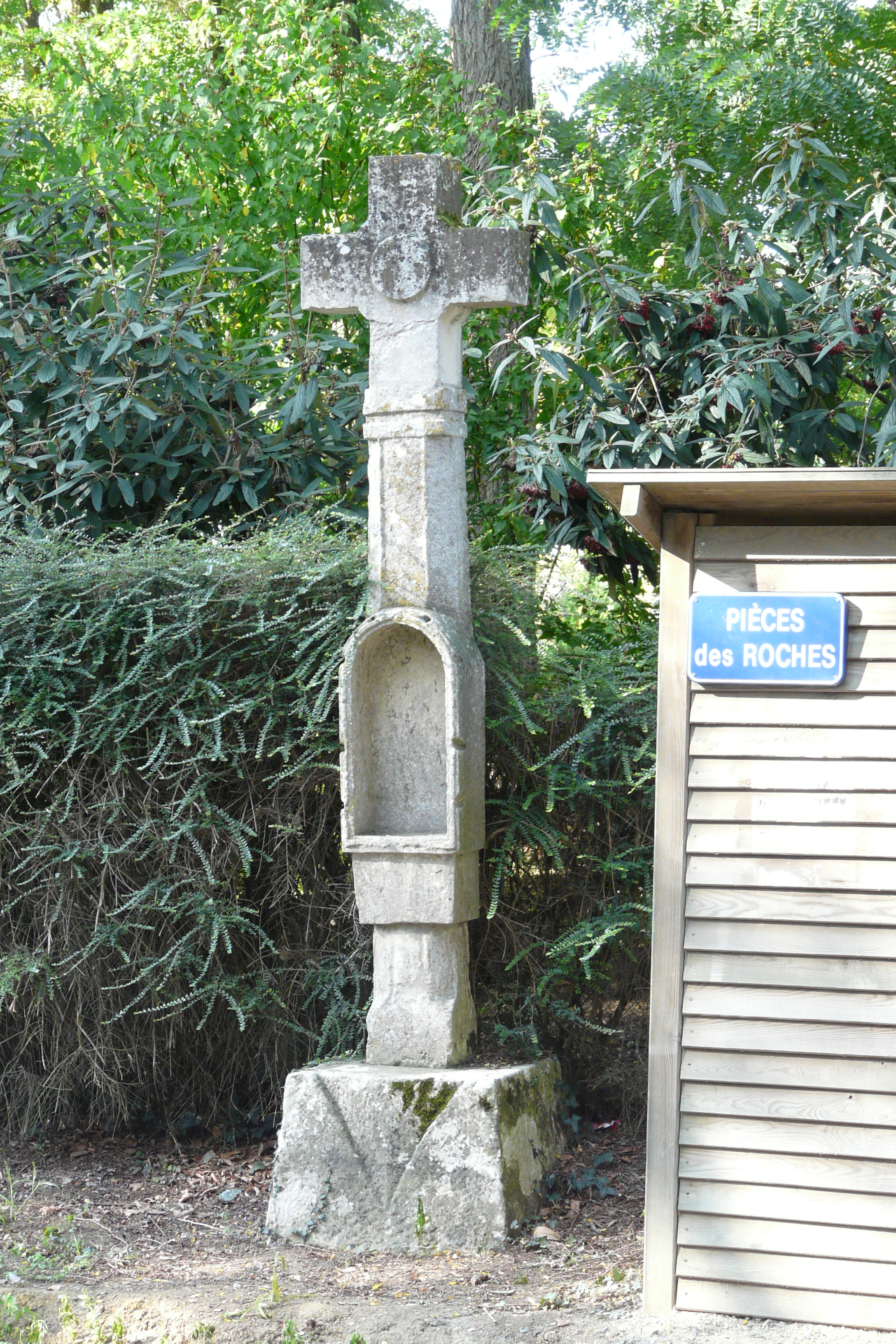
Wegkreuz

## Persönlichkeiten
- Wohnort des Philosophen Michel Foucault (1926–1984)